# Ferdynand Śliwa
Ferdynand Julian Śliwa (ur. 4 stycznia 1894, zm. ok. 1939/1940) – polski nauczyciel, oficer.

## Życiorys
Ferdynand Śliwa urodził się 4 stycznia 1894 w Tomaszowcach. Był synem Kajetana i Marii z domu Kukulskiej. Ukończył gimnazjum w Stryju i w 1912 rozpoczął studia na wydziale filologii polskiej na Uniwersytecie Jana Kazimierza we Lwowie. Po wybuchu I wojny światowej wstąpił do Legionu Wschodniego. W czerwcu 1915 został wcielony do armii austro-węgierskiej i walczył na froncie rosyjskim i albańskim.
Po zakończeniu I wojny światowej, jako były oficer C. K. Armii został przyjęty do Wojska Polskiego i zatwierdzony w stopniu porucznika. Podczas wojny polsko-bolszewickiej pełnił funkcję adiutanta w Detachement rtm. Abrahama. Został odznaczony Krzyżem Srebrnym Orderu Virtuti Militari. Został awansowany na stopień porucznika rezerwy piechoty ze starszeństwem z dniem 1 czerwca 1919. W 1923, 1924 był oficerem rezerwowym 39 pułku ułanów z Jarosławia. Później został zweryfikowany jako porucznik pospolitego ruszenia piechoty ze starszeństwem z dniem 1 czerwca 1919. W 1934 jako rezerwy był przydzielony do Oficerskiej Kadry Okręgowej nr VI jako oficer przewidziany do użycia w czasie wojny i pozostawał wówczas w ewidencji Powiatowej Komendy Uzupełnień Lwów Miasto.
Uzyskał absolutorium szkoły wyższej. Pracował jako nauczyciel gimnazjalny od około 1921. W latach 20. był nauczycielem fizyki i matematyki w VIII Państwowym Gimnazjum im. Króla Kazimierza Wielkiego we Lwowie.
Do 1939 był nauczycielem fizyki w Gimnazjum Polskim Macierzy Szkolnej w Gdańsku w Gdańsku. Podczas II wojny światowej został rozstrzelany w Piaśnicy na przełomie 1939/1940.